# Světový pohár v biatlonu 2017/2018
Světový pohár v biatlonu 2017/2018 byl 41. ročníkem světového poháru pořádaný Mezinárodní biatlonovou unií (IBU). Sezóna začala 27. listopadu 2017 ve švédském Östersundu a skončila 25. března 2018 v ruském Ťumeni.
Hlavní událostí této sezony byly zimní olympijské hry v jihokorejském Pchjongčchangu, jejichž výsledky se však nezapočítávaly do tohoto ročníku světového poháru. Biatlonové soutěže zde proběhly od 10. do 22. února 2018.
Vítězství v celkovém pořadí z předchozí sezóny obhajovali Francouz Martin Fourcade, který dokázal triunf obhájit a celkově posedmé v řadě opanoval světový pohár, a Němka Laura Dahlmeierová, která v celkovém pořadí skončila čtvrtá. Mezi ženami se tak  ženách Finka Kaisa Mäkäräinenová, která velký křišťálový glóbus ukořistila ve své kariéře potřetí, když navázala na sezóny 2010/2011 a 2013/2014, čímž dorovnala v počtu celkovým triumfů Němku Neunerovou.
Z českých reprezentantů skončila nejlépe Veronika Vítková na 8. místě a mezi muži Ondřej Moravec na 27. místě.
V tomto ročníku ukončili svoji biatlonovou reprezentační kariéru mj. Norové Ole Einar Bjørndalen a Emil Hegle Svendsen, Francuzové Marie Dorinová Habertová a Jean-Guillaume Béatrix, Američané Lowell Bailey a Tim Burke, Němec Florian Graf, Ruska Olga Podčufarovová, Polka Weronika Nowakowská-Ziemniaková, Čech Jaroslav Soukup a Rakušan Daniel Mesotitsch. Později oznámila konec i Běloruska Darja Domračevová. Na pozici hlavního trenéra české biatlonové reprezentace skončil po osmi letech Ondřej Rybář.

## Program
Program světového poháru se skládal z celkově 56 závodů (26 mužských, 26 ženských a 4 smíšených) na devíti různých místech. Biatlonové soutěže na Zimních olympijských hrách 2018 se do světového poháru nezapočítávaly. Oproti minulému ročníku se změnily dva podniky světového poháru. Po čtyřech letech se závody vrátily do francouzského Annecy a zcela nově se konaly v ruské Ťuměni, která po dvou letech nahradila dřívější podniky v Chanty-Mansijsku.
Program Světového poháru v biatlonu 2017/2018: 
| Místo konání       | Datum konání                   | Sprint | Stíhací závod | Závod s hromadným startem | Vytrvalostní závod | Štafeta | Smíšená štafeta | Smíšený závod dvojic |
| ------------------ | ------------------------------ | ------ | ------------- | ------------------------- | ------------------ | ------- | --------------- | -------------------- |
| Östersund          | 26. listopadu–3. prosince 2017 | ●      | ●             |                           | ●                  |         | ●               | ●                    |
| Hochfilzen         | 4.–10. prosince 2017           | ●      | ●             |                           |                    | ●       |                 |                      |
| Annecy             | 14.–17. prosince 2017          | ●      | ●             | ●                         |                    |         |                 |                      |
| Oberhof            | 2.–7. ledna 2018               | ●      | ●             |                           |                    | ●       |                 |                      |
| Ruhpolding         | 8.–14. ledna 2018              |        |               | ●                         | ●                  | ●       |                 |                      |
| Anterselva         | 15.–21. ledna 2018             | ●      | ●             | ●                         |                    |         |                 |                      |
| Kontiolahti        | 5.–11. března 2018             | ●      |               | ●                         |                    |         | ●               | ●                    |
| Oslo               | 12.–18. března 2018            | ●      | ●             |                           |                    | ●       |                 |                      |
| Ťumeň              | 19. – 25. března 2018          | ●      | ●             | ●                         |                    |         |                 |                      |
| Celkově: 56 závodů | Celkově: 56 závodů             | 8      | 7             | 5                         | 2                  | 4       | 2               | 2                    |

## Počet nasazených závodníků podle země
Podle toho, jak se státy umístily v hodnocení národů v ročníku 2016/17, se určil nejvyšší počet žen a mužů, který může země nasadit do sprintu a vytrvalostního závodu (další maximálně čtyři závodníci mohou být nasazeni na základě divoké karty udělované IBU):
Muži:
- 6 závodníků:  Německo,  Francie,  Rusko,  Norsko,  Rakousko
- 5 závodníků:  Ukrajina ↑,  Česko,  Itálie ,  Švýcarsko ↑,  USA
- 4 závodníci:  Bulharsko,  Švédsko ↓,  Kanada ↓,  Bělorusko,  Kazachstán,  Slovensko,  Slovinsko
- 3 závodníci:  Rumunsko,  Estonsko,  Finsko,  Litva,  Lotyšsko,  Polsko
- 2 závodníci:  Japonsko,  Jižní Korea
- 1 závodník:  Srbsko
- 0 závodníků: –

Ženy:
- 6 závodnic:  Německo,  Francie,  Ukrajina,  Česko↑,  Itálie
- 5 závodnic::  Norsko,  Rusko,  Švédsko,  Bělorusko,  Kazachstán ↑
- 4 závodnice:  Švýcarsko,  Polsko ↓,  Rakousko ↑,  USA,  Kanada ↓,  Finsko,  Slovensko
- 3 závodnice:  Japonsko,  Bulharsko,  Jižní Korea ↑,  Slovinsko,  Litva,  Estonsko
- 2 závodnice:  Rumunsko ↓,  Čína
- 1 závodnice:  Moldavsko ↑,  Lotyšsko
- 0 závodnic:  Bosna a Hercegovina ↓

Šipky ↑ ↓ značí, zda se počet závodníků dané země oproti předcházejícímu ročníku světového poháru zvýšil nebo snížil.

## Pořadí Světového poháru

### Konečné pořadí (po 22 z 22 závodů)
| Muži             | Muži                   | Muži |
| Pořadí           | Jméno                  | Body |
| ---------------- | ---------------------- | ---- |
| Zlatá medaile    | Martin Fourcade        | 1116 |
| Stříbrná medaile | Johannes Thingnes Bø   | 1027 |
| Bronzová medaile | Anton Šipulin          | 697  |
| 4.               | Arnd Peiffer           | 668  |
| 5.               | Lukas Hofer            | 637  |
| 6.               | Jakov Fak              | 602  |
| 7.               | Tarjei Bø              | 591  |
| 8.               | Simon Desthieux        | 579  |
| 9.               | Benedikt Doll          | 532  |
| 10.              | Quentin Fillon Maillet | 518  |
| 27.              | Ondřej Moravec         | 294  |
| 29.              | Michal Krčmář          | 253  |
| 47.              | Michal Šlesingr        | 108  |
| 80.              | Jaroslav Soukup        | 16   |
| 87.              | Tomáš Krupčík          | 9    |
| 91.              | Adam Václavík          | 7    |

| Ženy             | Ženy                    | Ženy |
| Pořadí           | Jméno                   | Body |
| ---------------- | ----------------------- | ---- |
| Zlatá medaile    | Kaisa Mäkäräinenová     | 822  |
| Stříbrná medaile | Anastasia Kuzminová     | 819  |
| Bronzová medaile | Darja Domračevová       | 804  |
| 4.               | Laura Dahlmeierová      | 730  |
| 5.               | Dorothea Wiererová      | 681  |
| 6.               | Lisa Vittozziová        | 588  |
| 7.               | Anaïs Bescondová        | 582  |
| 8.               | Veronika Vítková        | 545  |
| 9.               | Franziska Hildebrandová | 539  |
| 10.              | Vanessa Hinzová         | 522  |
| 35.              | Eva Puskarčíková        | 206  |
| 59.              | Jessica Jislová         | 72   |
| 88.              | Veronika Zvařičová      | 9    |
| 91.              | Markéta Davidová        | 8    |

### Pořadí národů (po 18 závodech)
| Muži             | Muži      | Muži |
| Pořadí           | Země      | Body |
| ---------------- | --------- | ---- |
| Zlatá medaile    | Norsko    | 6458 |
| Stříbrná medaile | Francie   | 6129 |
| Bronzová medaile | Německo   | 5910 |
| 4.               | Rusko     | 5623 |
| 5.               | Itálie    | 5228 |
| 6.               | Rakousko  | 5100 |
| 7.               | Švédsko   | 4916 |
| 8.               | Slovinsko | 4327 |
| 9.               | Švýcarsko | 4302 |
| 10.              | Česko     | 4073 |

| Ženy             | Ženy      | Ženy |
| Pořadí           | Země      | Body |
| ---------------- | --------- | ---- |
| Zlatá medaile    | Německo   | 6179 |
| Stříbrná medaile | Francie   | 5887 |
| Bronzová medaile | Itálie    | 5407 |
| 4.               | Rusko     | 5237 |
| 5.               | Norsko    | 5232 |
| 6.               | Ukrajina  | 5097 |
| 7.               | Švédsko   | 5024 |
| 8.               | Bělorusko | 4912 |
| 9.               | Švýcarsko | 4532 |
| 10.              | Česko     | 4482 |

### Sprint (po 8 z 8 závodů)
| Muži             | Muži                 | Muži |
| Pořadí           | Jméno                | Body |
| ---------------- | -------------------- | ---- |
| Zlatá medaile    | Martin Fourcade      | 384  |
| Stříbrná medaile | Johannes Thingnes Bø | 382  |
| Bronzová medaile | Arnd Peiffer         | 259  |
| 4.               | Anton Šipulin        | 256  |
| 5.               | Andrejs Rastorgujevs | 224  |
| 6.               | Simon Desthieux      | 223  |
| 7.               | Simon Schempp        | 212  |
| 8.               | Jakov Fak            | 205  |
| 9.               | Lukas Hofer          | 197  |
| 10.              | Tarjei Bø            | 194  |

| Ženy             | Ženy                    | Ženy |
| Pořadí           | Jméno                   | Body |
| ---------------- | ----------------------- | ---- |
| Zlatá medaile    | Anastasia Kuzminová     | 323  |
| Stříbrná medaile | Darja Domračevová       | 313  |
| Bronzová medaile | Kaisa Mäkäräinenová     | 258  |
| 4.               | Laura Dahlmeierová      | 252  |
| 5.               | Veronika Vítková        | 245  |
| 6.               | Franziska Hildebrandová | 244  |
| 7.               | Lisa Vittozziová        | 230  |
| 8.               | Dorothea Wiererová      | 228  |
| 9.               | Anaïs Bescondová        | 219  |
| 10.              | Vita Semerenková        | 185  |

### Stíhací závod (po 7 z 7 závodů)
| Muži             | Muži                 | Muži |
| Pořadí           | Jméno                | Body |
| ---------------- | -------------------- | ---- |
| Zlatá medaile    | Martin Fourcade      | 396  |
| Stříbrná medaile | Johannes Thingnes Bø | 364  |
| Bronzová medaile | Anton Šipulin        | 254  |
| 4.               | Lukas Hofer          | 247  |
| 5.               | Arnd Peiffer         | 227  |
| 6.               | Lars Helge Birkeland | 197  |
| 7.               | Jakov Fak            | 195  |
| 8.               | Tarjei Bø            | 193  |
| 9.               | Simon Eder           | 180  |
| 10.              | Simon Desthieux      | 177  |

| Ženy             | Ženy                 | Ženy |
| Pořadí           | Jméno                | Body |
| ---------------- | -------------------- | ---- |
| Zlatá medaile    | Anastasia Kuzminová  | 301  |
| Stříbrná medaile | Kaisa Mäkäräinenová  | 280  |
| Bronzová medaile | Laura Dahlmeierová   | 271  |
| 4.               | Dorothea Wiererová   | 264  |
| 5.               | Darja Domračevová    | 237  |
| 6.               | Anaïs Bescondová     | 216  |
| 7.               | Denise Herrmannová   | 197  |
| 8.               | Lisa Vittozziová     | 191  |
| 9.               | Vanessa Hinzová      | 176  |
| 10.              | Jekatěrina Jurlovová | 158  |

### Vytrvalostní závod (po 2 ze 2 závodů)
| Muži             | Muži                   | Muži |
| Pořadí           | Jméno                  | Body |
| ---------------- | ---------------------- | ---- |
| Zlatá medaile    | Martin Fourcade        | 108  |
| Zlatá medaile    | Johannes Thingnes Bø   | 108  |
| Bronzová medaile | Quentin Fillon Maillet | 75   |
| 4.               | Lukas Hofer            | 70   |
| 5.               | Ondřej Moravec         | 65   |
| 6.               | Andrejs Rastorgujevs   | 60   |
| 7.               | Simon Eder             | 58   |
| 8.               | Jakov Fak              | 56   |
| 9.               | Simon Schempp          | 53   |
| 10.              | Simon Desthieux        | 50   |

| Ženy             | Ženy                    | Ženy |
| Pořadí           | Jméno                   | Body |
| ---------------- | ----------------------- | ---- |
| Zlatá medaile    | Naděžda Skardinová      | 96   |
| Stříbrná medaile | Julija Džymová          | 91   |
| Bronzová medaile | Kaisa Mäkäräinenová     | 84   |
| 4.               | Valentyna Semerenková   | 83   |
| 5.               | Darja Domračevová       | 65   |
| 6.               | Dorothea Wiererová      | 60   |
| 7.               | Veronika Vítková        | 58   |
| 8.               | Synnøve Solemdalová     | 54   |
| 9.               | Eva Puskarčíková        | 54   |
| 10.              | Franziska Hildebrandová | 52   |

### Závod s hromadným startem (po 5 z 5 závodů)
| Muži             | Muži                   | Muži |
| Pořadí           | Jméno                  | Body |
| ---------------- | ---------------------- | ---- |
| Zlatá medaile    | Martin Fourcade        | 250  |
| Stříbrná medaile | Johannes Thingnes Bø   | 222  |
| Bronzová medaile | Benedikt Doll          | 184  |
| 4.               | Tarjei Bø              | 183  |
| 5.               | Anton Šipulin          | 174  |
| 6.               | Erik Lesser            | 167  |
| 7.               | Arnd Peiffer           | 165  |
| 8.               | Jakov Fak              | 153  |
| 9.               | Erlend Bjøntegaard     | 141  |
| 10.              | Quentin Fillon Maillet | 139  |

| Ženy             | Ženy                        | Ženy |
| Pořadí           | Jméno                       | Body |
| ---------------- | --------------------------- | ---- |
| Zlatá medaile    | Kaisa Mäkäräinenová         | 216  |
| Stříbrná medaile | Laura Dahlmeierová          | 207  |
| Bronzová medaile | Vanessa Hinzová             | 195  |
| 4.               | Darja Domračevová           | 189  |
| 5.               | Anaïs Chevalierová          | 176  |
| 6.               | Anastasia Kuzminová         | 168  |
| 7.               | Iryna Krjuková              | 158  |
| 8.               | Marte Olsbuová Røiselandová | 158  |
| 9.               | Maren Hammerschmidtová      | 142  |
| 10.              | Franziska Hildebrandová     | 132  |

### Štafeta (po 4 z 4 závodů)
| Muži             | Muži      | Muži |
| Pořadí           | Jméno     | Body |
| ---------------- | --------- | ---- |
| Zlatá medaile    | Norsko    | 228  |
| Stříbrná medaile | Švédsko   | 184  |
| Bronzová medaile | Francie   | 180  |
| 4.               | Německo   | 175  |
| 5.               | Rusko     | 173  |
| 6.               | Itálie    | 160  |
| 7.               | Rakousko  | 148  |
| 8.               | Švýcarsko | 128  |
| 9.               | Ukrajina  | 123  |
| 10.              | Slovinsko | 119  |

| Ženy             | Ženy      | Ženy |
| Pořadí           | Jméno     | Body |
| ---------------- | --------- | ---- |
| Zlatá medaile    | Německo   | 228  |
| Stříbrná medaile | Francie   | 200  |
| Bronzová medaile | Itálie    | 169  |
| 4.               | Švédsko   | 168  |
| 5.               | Ukrajina  | 158  |
| 6.               | Rusko     | 154  |
| 7.               | Norsko    | 145  |
| 8.               | Švýcarsko | 142  |
| 9.               | Polsko    | 137  |
| 10.              | Česko     | 136  |

### Smíšená štafeta spolu se závodem dvojic (po 4 z 4 závodů)
| Pořadí           | Země      | Body |
| ---------------- | --------- | ---- |
| Zlatá medaile    | Itálie    | 188  |
| Stříbrná medaile | Norsko    | 188  |
| Bronzová medaile | Francie   | 179  |
| 4.               | Rakousko  | 171  |
| 5.               | Německo   | 168  |
| 6.               | Ukrajina  | 166  |
| 7.               | Rusko     | 155  |
| 8.               | Švédsko   | 149  |
| 9.               | Slovensko | 131  |
| 10.              | Bělorusko | 111  |

## Medailové pořadí zemí
| Pořadí | Země       | 1. místo | 2. místo | 3. místo | Celkově |
| ------ | ---------- | -------- | -------- | -------- | ------- |
| 1.     | Norsko     | 15       | 7        | 12       | 34      |
| 2.     | Francie    | 13       | 15       | 11       | 39      |
| 3.     | Německo    | 8        | 8        | 6        | 22      |
| 4.     | Bělorusko  | 6        | 2        | 2        | 10      |
| 5.     | Slovensko  | 5        | 5        | 0        | 10      |
| 6.     | Itálie     | 2        | 7        | 5        | 14      |
| 7.     | Finsko     | 2        | 4        | 1        | 7       |
| 8.     | Rakousko   | 2        | 2        | 0        | 4       |
| 9.     | Rusko      | 2        | 0        | 5        | 7       |
| 10.    | Švédsko    | 1        | 0        | 3        | 4       |
| 11.    | Ukrajina   | 0        | 2        | 4        | 6       |
| 12.    | Slovinsko  | 0        | 2        | 1        | 3       |
| 13.    | Česko      | 0        | 1        | 3        | 4       |
| 14.    | Lotyšsko   | 0        | 1        | 0        | 1       |
| 15.    | USA        | 0        | 0        | 1        | 1       |
| 15.    | Kazachstán | 0        | 0        | 1        | 1       |
| 15.    | Kanada     | 0        | 0        | 1        | 1       |
|        | Celkem     | 56       | 56       | 56       | 168     |

## Významné úspěchy
Individuální vítězství v tomto ročníku světového poháru (v závorkách je uveden celkový počet vítězství)
| Muži: - Martin Fourcade (FRA), 9 (70) - Johannes Thingnes Bø (NOR), 8 (21) - Anton Šipulin (RUS), 1 (11) - Tarjei Bø (NOR), 1 (9) - Julian Eberhard (AUT), 1 (4) - Henrik L'Abée-Lund (NOR), 1 (1) - Maxim Cvetkov (RUS), 1 (1) | Ženy: - Darja Domračevová (BLR), 6 (31) - Anastasia Kuzminová (SVK), 5 (10) - Kaisa Mäkäräinenová (FIN), 2 (25) - Laura Dahlmeierová (GER), 2 (19) - Denise Herrmannová (GER), 2 (2) - Tiril Eckhoffová (NOR), 1 (5) - Dorothea Wiererová (ITA), 1 (4) - Naděžda Skardinová (BLR), 1 (1) - Justine Braisazová (FRA), 1 (1) - Vanessa Hinzová (GER), 1 (1) |

Pozn: U celkových vítězství jsou započítána vítězství na mistrovství světa a na olympijských hrách, kromě ZOH v Soči 2014 a ZOH v Pchjongčchangu 2018.